# Dominic Toretto
Dominic Toretto, ps. Dom, Dommy (ur. 29 sierpnia 1976 w Los Angeles) – fikcyjny bohater, główna postać serii Szybcy i wściekli. W jego rolę wciela się amerykański aktor Vin Diesel, postać stworzył scenarzysta Gary Scott Thompson.
Dom został wprowadzony w filmie Szybcy i wściekli (2001). Pojawił się również w: Szybko i wściekle (2009), Szybcy i wściekli 5 (2011), Szybcy i wściekli 6 (2013), Szybcy i wściekli 7 (2015), Szybcy i wściekli 8 (2017) oraz Szybcy i wściekli 9 (2021). Na koncie ma także film krótkometrażowy Los Bandoleros (2009) oraz krótki występ w końcówce filmu Szybcy i wściekli: Tokio Drift (2006). Losy Doma kontynuowane są w dwóch licencjonowanych opowiadaniach wydanych w 2021: Szybcy i wściekli: Napad w Rio oraz w jego kontynuacji Szybcy i wściekli: Zemsta
Dominic Toretto jest postacią o bardzo słabej moralności, choć kieruje się swoistym kodeksem postępowania. Jest powszechnie określany przez media jako masowy morderca. Odpowiada za śmierć m.in.  gubernatora brazylijskiego stanu Rio de Janeiro Claudio Castro.

## Historia
Dom to mechanik oraz przede wszystkim uliczny rajdowiec. Urodził się w 1976. Prowadził warsztat samochodowy w Los Angeles, podczas gdy jego siostra Mia Toretto opiekowała się rodzinnym sklepem w okolicy Echo Park. Dom miał własną drużynę wyścigową, w skład której wchodziła jego dziewczyna - Letty Ortiz, przyjaciel od dziecka Vince, a także Jessy i Leon. Największym wrogiem Dominica jest Johny Tran, Wietnamczyk który oferował Domowi współpracę. Od kiedy Johny przyłapał Doma w łóżku ze swoją siostrą, ich drogi się rozchodzą i oboje nie przepadają za sobą.
Jego życie ulega znaczącej zmianie odkąd poznaje Briana. Początkowo po splocie przypadkowych zdarzeń Brian i Dom zaprzyjaźniają się. Burzliwy rozwój wypadków w pierwszej części serii doprowadza do tego, że Dominic jest zmuszony ukrywać się za granicami USA. 
Dom po śmierci swojej dziewczyny - Letty, ponownie spotyka Briana, który wrócił do FBI. Brian prowadzi sprawę jej zabójstwa, jednak Dom sam chce znaleźć jej zabójcę. Dom ostatecznie pomaga Brianowi, zostaje jednak skazany na 25 lat więzienia. Zostaje uwolniony poprzez ryzykowną akcję samochodową Briana i Mii. Przez dłuższy czas w trójkę ukrywają się w Rio de Janeiro. Tam też Dom i Brian tworzą drużynę, która dokona napadu na miejscowego przedsiębiorcę, który ma w posiadaniu tyle pieniędzy, że przekupuje lokalną policję.
Kiedy po dłuższym czasie od akcji w Rio okazuje się, że dziewczyna Doma - Letty wcale nie umarła, ten reaktywuje zespół i udaje się z nim do Londynu. Ostatecznie akcja w Anglii pozwala Domowi i jego rodzinie wrócić do domu w Los Angeles.
W wyniku walki przeciwko brytyjskiemu agentowi - Owenowi Shawowi, drogi Dominika i jego rodziny krzyżują się z żądnym zemsty bratem Owena - Deckardem. Po misjach w Azerbejdżanie i Zjednoczonych Emiratach Arabskich dochodzi do pojedynku Dominica z Deckardem, z którego Dominic wychodzi zwycięsko, a Shaw trafia do więzienia.
Następnie, miesiąc miodowy Dominica i Letty przerwany zostaje przez cyberterrorystkę Cypher, która poprzez porwanie dawnej partnerki Dominica - Eleny Neves i syna Dominica, zmusza Toretto do współpracy i przeciwstawienia się swojemu zespołowi. Po ocaleniu swojego syna i ucieczce Cypher Dominic godzi się ze swoją rodziną oraz Deckardem, z pomocą którego uratowany został jego syn